# Geometria

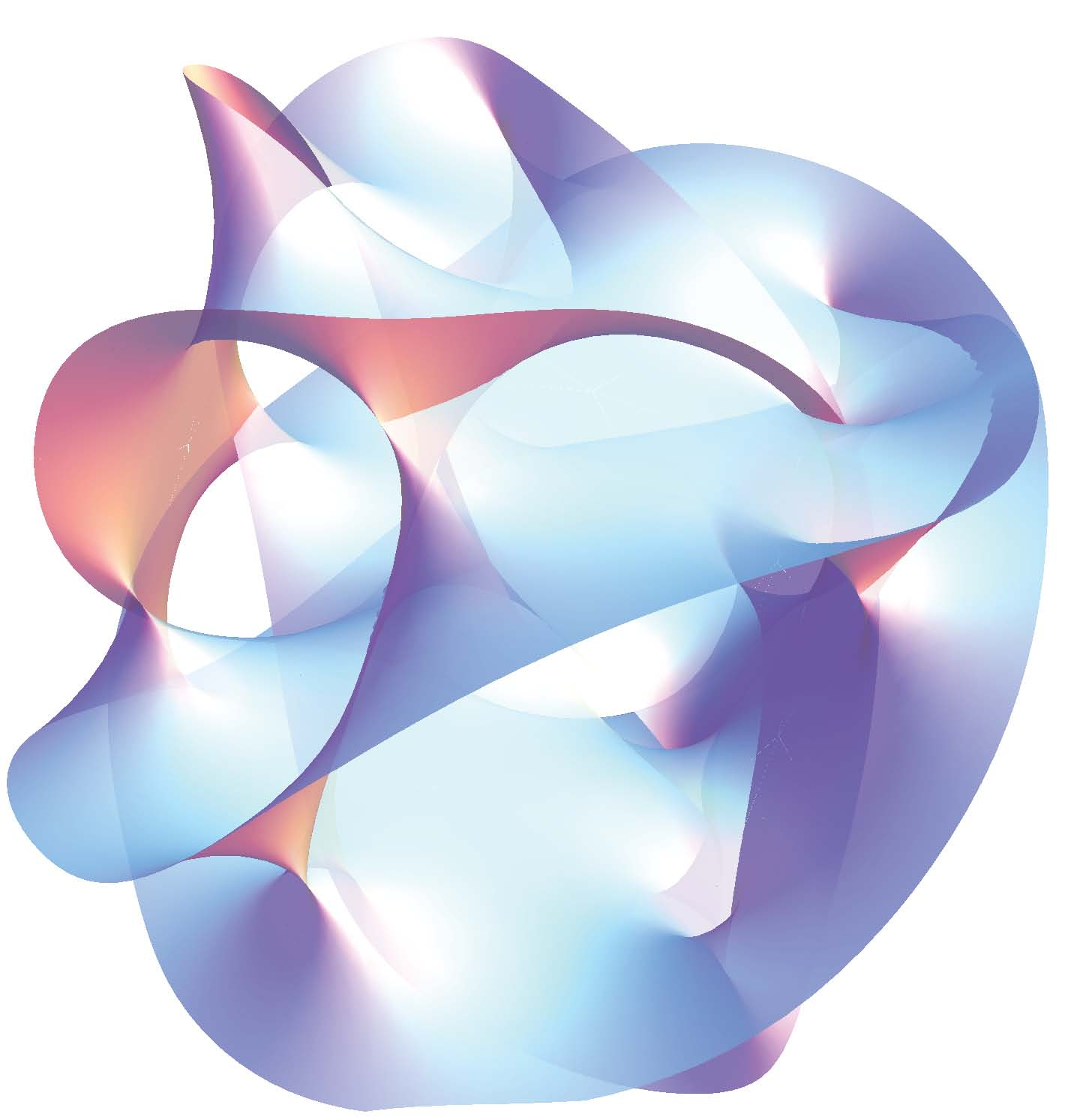
Przykład rozmaitości Calabiego-Yau, używanych m.in. w teorii strun

Istnieje pięć wielościanów foremnych (brył platońskich) – elementarne twierdzenie euklidesowej stereometrii, udowodnione przez Teajteta (IV w. p.n.e.)

Przykładowe pokrycie (tesselacja) płaszczyzny hiperbolicznej za pomocą siedmiokątów foremnych – użyty tu model to dysk Poincarégo

Geometria (gr. γεωμετρία; geo – ziemia, metria – miara) – jedna z głównych dziedzin matematyki; tradycyjnie i nieformalnie definiowana jako nauka o przestrzeni i jej podzbiorach zwanych figurami. W znaczeniu precyzyjnym i ogólnym jest to nauka badająca dla wybranych przekształceń ich niezmienniki, zwłaszcza inne niż moc zbioru czy niezmienniki topologiczne. W zależności od rodzaju przestrzeni i przekształceń mówi się o różnych rodzajach geometrii.
Do XIX wieku geometria badała wyłącznie przestrzenie euklidesowe wymiaru nie większego niż trzy oraz odpowiadające im przestrzenie rzutowe. W takich przestrzeniach można zdefiniować relacje jak równoległość prostych, współliniowość punktów i wielkości jak odległość czy miara kąta, a przez to zachowujące je przekształcenia – odpowiednio afiniczne, rzutowe, izometrie i podobieństwa. Zależności te opisują geometrie afiniczna, rzutowa i euklidesowa. Ta ostatnia jest też historycznym źródłem innych pojęć jak krzywa i jej długość, a także wymiar, pole powierzchni, objętość czy krzywizna; ich uściślenie wymagało jednak metod topologii i analizy, zwłaszcza teorii miary. Tę geometrię przestrzeni euklidesowych niskich wymiarów – niezależnie od badanych niezmienników – tradycyjnie dzieli się też na planimetrię i stereometrię. Obie doczekały się własnych poddziedzin jak trygonometria, geometria sferyczna, wykreślna czy absolutna. Geometrię w tym historycznym znaczeniu można uprawiać zarówno w sposób syntetyczny („tradycyjny”), jak i powstały później analityczny – oparty na współrzędnych, zwykle kartezjańskich.
Geometria, tak jak arytmetyka, należy do najstarszych nauk i tak jak ona pozostaje wiecznie żywa. Już od swoich początków te dwie dziedziny wchodzą w nieustanne interakcje; oprócz tego geometria przyczyniła się do powstania innych dyscyplin jak algebra, analiza, teoria grafów czy topologia. Rozwinięta przez Euklidesa metoda aksjomatyczna była wzorcem dla różnych dziedzin, także fundamentalnych jak logika matematyczna i teoria mnogości. Geometria dostarczyła też problemów probabilistyce, którą finalnie oparto na pojęciu miary o geometrycznym rodowodzie. Te obszary „potomne” względem geometrii mocno wpłynęły na nią samą – jej formalizm, metody i zakres badań. Ten ostatni od czasów starożytnych bardzo się poszerzył; najpóźniej w XVII wieku oprócz ściśle rozumianych przestrzeni euklidesowych wprowadzono ich rzutowe odpowiedniki, a XIX wiek przyniósł prawdziwą eksplozję tematyki – przez rozważania wyższych wymiarów, geometrii nieuuklidesowych i obejmujących je przestrzeni Riemanna. Uogólnienia poszły jeszcze dalej, przez pojęcia rozmaitości i przestrzeni metrycznych, wykraczające poza geometrię. Wprowadzono także przestrzenie innego typu – skończone jak płaszczyzna Fana czy nawet bezpunktowe.
Geometria jest podstawą różnych nauk przyrodniczych i technicznych – między innymi fizyki z astronomią, pogranicza chemii fizycznej (krystalografia), geodezji z kartografią, budownictwa z architekturą czy inżynierii mechanicznej. Rola geometrii dosięga też innych dziedzin kultury jak sztuka – zwłaszcza sztuki wizualne – czy filozofia. Matematyk zajmujący się geometrią to geometra. Słowo to oznacza również – zwłaszcza historycznie – mierniczego związanego z geodezją, a „geometria” aż do XIX w. była synonimem całej matematyki. Geometrom sensu stricto wielokrotnie przyznawano najwyższe wyróżnienia dostępne matematykom jak Medal Fieldsa, Nagroda Abela czy – wręczany naukowcom różnych dyscyplin – Medal Copleya.

## Historyczny rozwój

### Starożytność i średniowiecze

Trójkąt egipski – proste narzędzie do odmierzania kąta prostego dzięki odwrotnemu twierdzeniu Pitagorasa

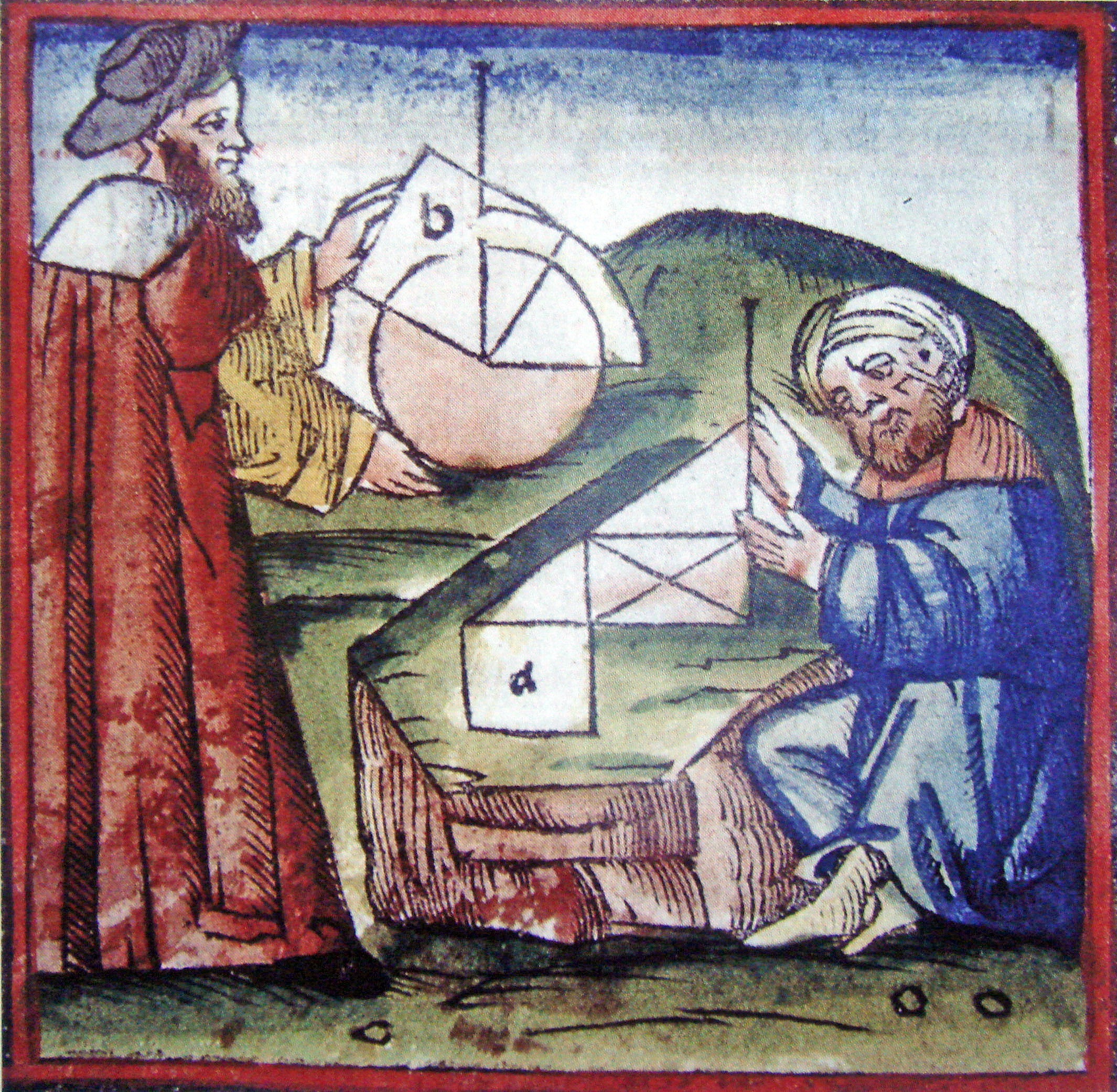
Obrazek z XV wieku przedstawiający ludzi zajętych geometrią

Geometria – podobnie jak inne działy matematyki – wyewoluowała od badania obiektów znanych z życia codziennego, w jej wypadku kształtów. Zajmowali się nią już starożytni mieszkańcy Mezopotamii (III tysiąclecie p.n.e.) i Egiptu (II tysiąclecie p.n.e.). Znali oni podstawowe fakty z tej dziedziny jak twierdzenie Pitagorasa; już tam geometria dostarczyła tematów teorii liczb jak trójki pitagorejskie, a także przyczyniła się do prapoczątków algebry przez problem równań kwadratowych. Wtedy pojawiły się też zgrubne oszacowania liczby pi (π): 3+1/8 = 3,125 albo (4/3)4 ≈ 3,16.
Systematyczny i ściślejszy rozwój geometrii, oparty na definicjach i dowodach, nastąpił potem w starożytnej Grecji. Proces ten trwał prawie tysiąclecie, od okresu klasycznego do późnego Cesarstwa Rzymskiego. Postępy były wielorakie:
- najpóźniej wtedy geometria wpłynęła na fundamenty i obszar badań arytmetyki, za sprawą opisania liczb niewymiernych przez pitagorejczyków. Wymusiły one uściślenie ogólnego pojęcia wielkości liczbowej, czyli – mówiąc nowożytnym językiem – liczby rzeczywistej. Doprowadziło to też do pytań o wymierność różnych stałych jak pierwiastki liczb naturalnych, inne pierwiastniki czy liczba pi (π);
- w tamtym okresie rozbudowano również wiedzę o konstrukcjach klasycznych, tj. rysowaniu pewnych figur za pomocą cyrkla i linijki. Niektóre z postawionych tam problemów czekały na rozwiązanie aż do XIX wieku, kiedy zrobiono to metodami algebry i teorii liczb; za to postawiony wtedy problem Apoloniusza doczekał się licznych rozwiązań i analiz w nowożytności;
- między innymi na potrzeby tej dziedziny opisano wiele krzywych. Okrąg uogólniono na inne stożkowe i rozważano także konchoidy;
- dzieło Euklidesa pozwoliło też jasno określić sam przedmiot geometrii. Stała się ona teorią formalną (systemem dedukcyjnym), a przestrzeń euklidesową można zdefiniować właśnie jako jej przedmiot – w oderwaniu od fizyki, intuicji czy późniejszych definicji konstrukcyjnych[1];
- Archimedes antycypował nowożytną analizę przez obliczanie różnych miar – długości, pól powierzchni i objętości – dla obiektów innych niż wielokąty czy wielościany. Istotne postępy w tej dziedzinie zrobił też Pappus z Aleksandrii, a jego wyniki nazwano potem twierdzeniem Pappusa-Guldina;
- matematyka starogrecka to też początki geometrii sferycznej oraz trygonometrii, nazwanej tak w nowożytności[potrzebny przypis].

Równolegle rozwijano geometrię w Chinach; w III w. n.e. Liu Hui obliczył liczbę pi z dokładnością wyższą niż Archimedes.

### XVI i XVII wiek
W XVI wieku Adriaan van Roomen podał nowe rozwiązanie starożytnego problemu Apoloniusza, jednak jego metoda wykraczała poza konstrukcje klasyczne. To samo stulecie przyniosło też opis nowej krzywej sferycznej: loksodromy, a także odwzorowania walcowego Mercatora w kartografii.
Najpóźniej w XVII wieku spleciono geometrię z algebrą przez narodziny geometrii analitycznej. Wtedy też – między innymi na potrzeby geometryczne – narodziły się podstawy analizy, a za nią geometria różniczkowa. Nowa dyscyplina doprowadziła do:
- geometrycznych paradoksów jak róg Gabriela (trąbka Torricellego);
- postępów w trygonometrii – wyrażenie funkcji trygonometrycznych przez szeregi Taylora pomogło w obliczaniu dokładniejszych tablic, a potem także w znajdowaniu tożsamości, np. wzoru Eulera.

XVII wiek to też początki właściwej geometrii rzutowej dzięki pracom Gérarda Desargues’a i Blaise’a Pascala.

### XVIII wiek

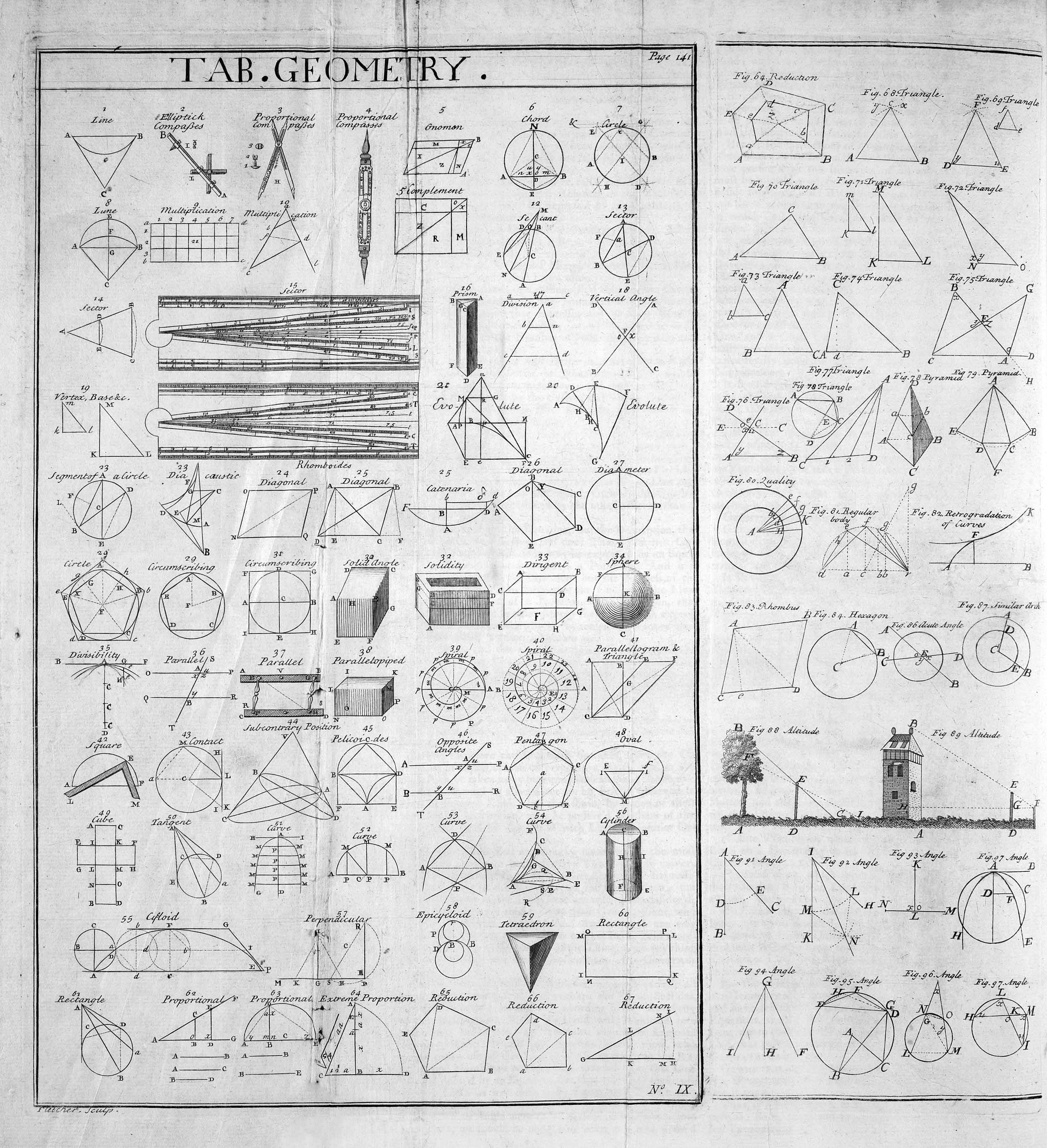
Tablice geometryczne z encyklopedii z 1728 roku

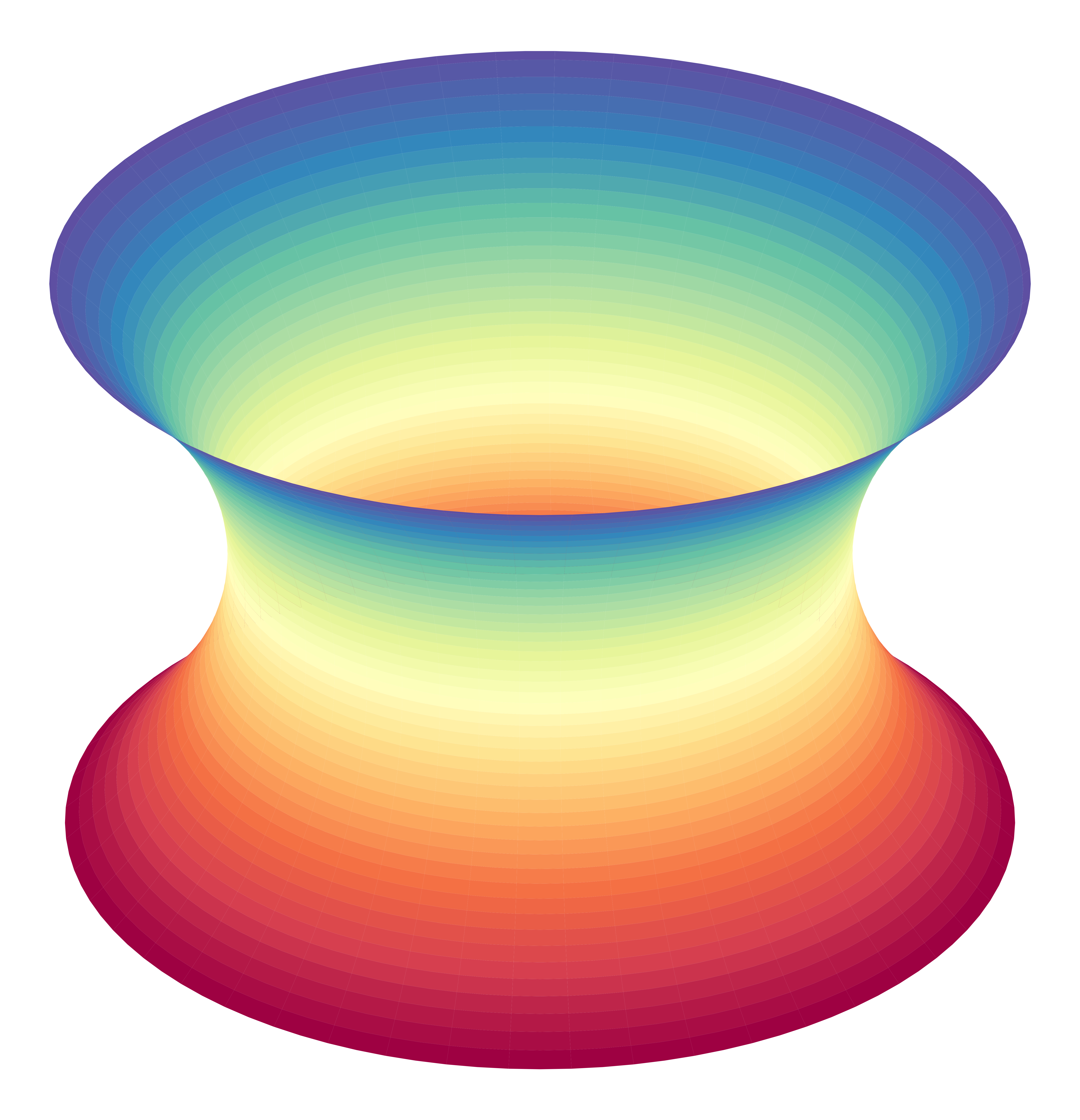
Katenoida – historycznie pierwsze rozwiązanie przykładowego zagadnienia Plateau

W tamtym stuleciu geometria podążała głównie w kierunkach wyznaczonych wcześniej – rozwijano euklidesową planimetrię i stereometrię, stosując zarówno metody klasyczne (syntetyczne), jak i nowożytne techniki algebry oraz analizy. Przykładowo:
- William Chapple(inne języki) udowodnił istnienie ortocentrum w trójkącie[potrzebny przypis];
- Carl Friedrich Gauss udowodnił konstruowalność siedemnastokąta foremnego;
- opisano dalsze krzywe jak krzywa Watta;
- dzięki postępom analizy Roger Cotes i Leonhard Euler rozwinęli trygonometrię. Wzór Eulera pozwolił wyrazić funkcje trygonometryczne za pomocą podstawowej funkcji wykładniczej (eksponensu), co pomogło w znajdowaniu dalszych tożsamości trygonometrycznych[potrzebny przypis];
- Euler rozwiązał też pewne zagadnienie wariacyjne w stereometrii. Udowodnił, że katenoida minimalizuje pole powierzchni rozpiętych między dwoma równymi okręgami. Pytania tego typu – dla bardziej ogólnych brzegów – nazwano potem zagadnieniem Plateau[3];
- na bazie geometrii rzutowej utworzono geometrię wykreślną;
- postawiono i rozwiązano probabilistyczny problem igły Buffona. Jego wynik stworzył nową doświadczalną metodę przybliżania liczby pi (π) – takie obliczenia w XX wieku stały się znane jako metoda Monte Carlo.

Badania Eulera nad wielościanami doprowadziły do powstania teorii grafów, a koncepcje geometryczne zastosowano w algebrze (płaszczyzna zespolona). Johann Heinrich Lambert udowodnił niewymierność liczby pi, co było pierwszym krokiem do wykazania w XIX wieku, że kwadratura koła i rektyfikacja okręgu nie są możliwe metodami klasycznymi.

### XIX wiek

Siedmiokąt foremny. Z twierdzenia Gaussa-Wantzela oraz prostych obliczeń wynika, że figury tej nie da się skonstruować klasycznie. To dlatego, że siedem jest liczbą nieparzystą, która nie jest iloczynem żadnych liczb Fermata (3, 5, 17...)

XIX wiek przyniósł rewolucję – z jednej strony zaczęto rozważać przestrzenie euklidesowe wyższych wymiarów, a z drugiej pojawiły się badania geometrii nieeuklidesowych jak hiperboliczna (Łobaczewskiego) i eliptyczna. Te dwa kierunki uogólnień połączono przez dużo szersze pojęcie rozmaitości Riemanna. Doprecyzowanie starych pojęć geometrii, zwłaszcza różniczkowej, a także klasyfikacja ogromu nowo rozważanych przestrzeni stworzyły topologię. Pojęcie przestrzeni stało się przez to dużo szersze od pierwotnego znaczenia, abstrakcyjne, obejmujące też np. dowolne przestrzenie metryczne czy liniowe, a wymiar niektórych z nich sięgnął nieskończoności. Poszczególnymi rodzajami przestrzeni i ich niektórymi aspektami zajęły się nauki traktowane jako odrębne od geometrii jak topologia czy algebra liniowa. Przez to geometrię zdefiniowano na nowo, w ramach programu erlangeńskiego – właśnie jako teorię niezmienników, zwłaszcza innych niż te topologiczne. Analiza niezmienników jest też podstawą badania innych obiektów matematycznych (np. przestrzenie topologiczne czy struktury algebraiczne), a wśród niezmienników mogą być pojęcia bardzo ogólne i abstrakcyjne jak punkt stały.
Geometria XIX-wieczna wydała też inne owoce:
- udało się rozstrzygnąć starożytne problemy konstrukcji klasycznych. Metodami algebry i teorii liczb udowodniono, że trzy wielkie problemy tego typu – trysekcja kąta, kwadratura koła i podwojenie sześcianu (problem delijski) – są nierozwiązywalne. Twierdzenie Gaussa-Wantzela podało też kryterium konstruowalności wielokątów foremnych, które w szczególności wyklucza klasyczną konstrukcję siedmiokąta foremnego. Zagadnienie konstruowalnych wielokątów foremnych zredukowano do poszukiwania liczb pierwszych wśród liczb Fermata – liczby należące do obydwu zbiorów naraz pojawiają się we wzorze na możliwe liczby boków w konstruowalnych wielokątach foremnych;
- David Hilbert uściślił aksjomatykę geometrii, co pozwoliło na badanie jej metodami metamatematycznymi[1];
- rozwinięto teorię figur o stałej szerokości jak trójkąt Reuleaux; m.in. udowodniono twierdzenie Barbiera o obwodzie takich kształtów;
- Hermann Grassmann rozwinął wielowymiarową geometrię analityczną. Był to kamień milowy w rozwoju algebry liniowej i krok ku jej ogólnej, abstrakcyjnej postaci;
- geometria różniczkowa stworzyła rachunek tensorowy, który stał się nową dziedziną algebry (algebra wieloliniowa) i analizy[1].

### XX i XXI wiek

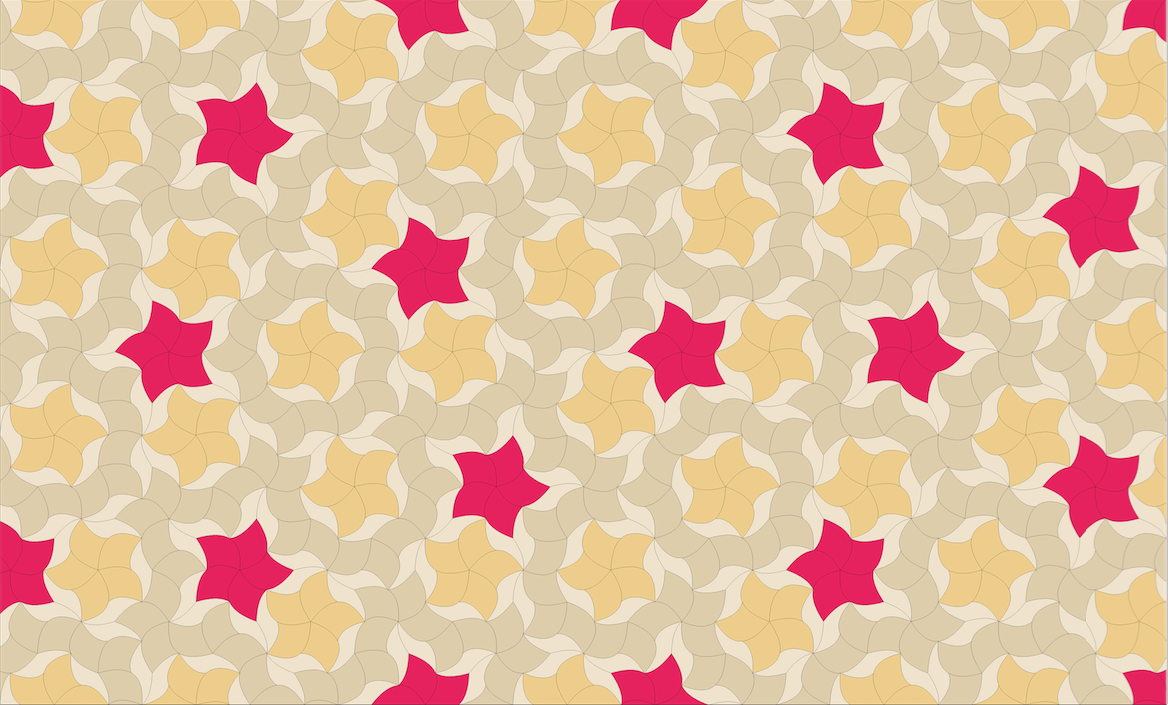
Fragment przykładowego parkietażu Penrose’a w wersji P3, opartej na dwóch rombach

Wiek XX przyniósł jeszcze nowsze, „egzotyczne” obszary badań jak geometria skończona i nieprzemienna. Rozwinięto też wcześniejsze kierunki jak geometria algebraiczna czy fraktalna; geometrię zastosowano również w teorii katastrof i topologii (hipoteza geometryzacyjna Thurstona).
Postępy nastąpiły również na drugim biegunie abstrakcji, w klasycznej planimetrii wielokątów i innych prostych figur:
- rozwinięto teorię parkietażu (tesselacji), m.in. znajdując aperiodyczne zestawy kafelek – zdolne do pokrycia płaszczyzny wyłącznie w sposób nieokresowy. Najprostsze z nich, zwane parkietażami Penrose’a, składają się z tylko kilku elementów podstawowych;
- udowodniono twierdzenie Blaschkego-Lebesgue’a – trójkąt Reuleaux wśród figur o stałej szerokości ma najmniejsze pole.

Rozwiązano też problemy bliskie geometrii rozumianej klasycznie, choć klasyfikowane inaczej – przykładem jest zagadnienie czterech barw w teorii grafów planarnych.
Od początku XXI wieku udało się między innymi ostatecznie udowodnić postulat Keplera. Grigorij Perelman w 2003 roku udowodnił hipotezę Thurstona, a przez to wynikającą z niej hipotezę Poincarégo w pierwotnym, trójwymiarowym przypadku. Był to tryumf metod geometrycznych w topologii, uważanej za bardziej ogólną i w pewnym sensie bardziej fundamentalną od geometrii. Mimo to dalej bez odpowiedzi pozostają niektóre pytania „przyziemne” i „prozaiczne”, zadane elementarnie jak:
- planimetryczny problem przesunięcia sofy;
- wywodząca się z geometrii, ale bliższa teorii liczb hipoteza prostopadłościanu idealnego (stan na luty 2022).

### Aksjomaty Euklidesa
Geometria powstała w starożytności. W swych początkach była zbiorem przepisów wykonywania pomiarów przedmiotów materialnych. Pierwsze próby formułowania twierdzeń geometrii pojawiły się w VI wieku p.n.e. w starożytnej Grecji (Tales z Miletu). Kompilacją poznanych do III wieku p.n.e. faktów jest dzieło Euklidesa Elementy (ok. 300 p.n.e.). Obejmuje ono teorię proporcji, arytmetykę oraz geometrię. Jest pierwszym dedukcyjnym wykładem geometrii w historii matematyki. Wszystkie twierdzenia są wyprowadzone zgodnie z tradycyjnymi regułami logiki na podstawie przyjętych pojęć pierwotnych i aksjomatów, których było pięć. Jest to również pierwsza aksjomatyczna teoria w historii matematyki. Aksjomatyzacja arytmetyki pojawiła się wiele wieków później.
Momentem przełomowym w rozwoju geometrii było opublikowanie w XVII w. przez matematyka francuskiego Kartezjusza pracy La géométrie, (1637), co zapoczątkowało rozwój geometrii analitycznej. W pracy tej Kartezjusz wprowadził do geometrii metody algebraiczne. Niezależnie i nieco wcześniej uczynił to także Pierre de Fermat, który jednak nie opublikował swych wyników.

### Geometrie nieeuklidesowe
Pięć aksjomatów podanych przez Euklidesa przez dwa tysiąclecia stanowiło podstawę budowy geometrii. Dopiero w drugiej połowie XIX w. stwierdzono, że nie są one wystarczające. W roku 1882 matematyk niemiecki Moritz Pasch podał konieczne uzupełnienia. Pełny zestaw aksjomatów geometrii euklidesowej wraz z dowodem niesprzeczności tego systemu opublikował w 1899 matematyk niemiecki David Hilbert. Jednym z mniej oczywistych aksjomatów sformułowanych przez Euklidesa jest piąty (ostatni) aksjomat o równoległych, zwany często aksjomatem lub pewnikiem (również postulatem) Euklidesa. Jest on równoważny m.in. następującemu twierdzeniu: suma miar kątów wewnętrznych trójkąta jest równa mierze kąta półpełnego. Przez wiele wieków próbowano wyprowadzić ten aksjomat z pozostałych aksjomatów podanych przez Euklidesa. Próby te (które, jak dziś wiadomo, nie mogły przynieść sukcesu) przyczyniły się do rozwoju innych teorii, a także do powstania geometrii innych niż euklidesowa.
Geometrie te noszą nazwę geometrii nieeuklidesowych, a wspólną ich cechą jest to, że nie jest w nich spełniony piąty aksjomat Euklidesa (przykładami mogą tu być geometria hiperboliczna i geometria eliptyczna). Jedna z takich geometrii, geometria Riemanna, została zastosowana przy konstruowaniu ogólnej teorii względności. Teoria oparta na aksjomatach geometrii euklidesowej bez aksjomatu Euklidesa nazywa się geometrią absolutną. W geometrii absolutnej można wprowadzić na przykład odległość punktów i długość odcinka. Do geometrii absolutnej należą te twierdzenia, które są prawdziwe zarówno w geometrii euklidesowej, jak i w geometrii, w której prawdziwe jest zaprzeczenie piątego aksjomatu.
Powstanie rachunku różniczkowego i całkowego dało początek geometrii różniczkowej. Podwaliny geometrii różniczkowej stworzył szwajcarski matematyk i fizyk Leonhard Euler, a rozwinął ją w znacznym stopniu niemiecki matematyk i fizyk Carl Friedrich Gauss. Pod koniec XVIII wieku powstała geometria wykreślna obejmująca metody graficznego przedstawiania figur przestrzennych na płaszczyźnie. Jednocześnie skrystalizowała się geometria rzutowa, której pewne twierdzenia (na przykład twierdzenie Desargues’a) znane były już wcześniej. Do dalszego rozwoju geometrii duży wkład wniósł matematyk niemiecki Bernhard Riemann, który w 1854 roku dzięki użyciu metod geometrii różniczkowej ogłosił nową teorię. Zaproponował zastąpienie pojęcia płaszczyzny pojęciem powierzchni oraz pojęcia prostej pojęciem linii geodezyjnej, tj. takiej krzywej, leżącej na powierzchni, której łuk o końcach P, Q jest najkrótszym z leżących na powierzchni łuków o końcach P i Q dla P i Q dostatecznie bliskich. Teorię powierzchni Riemanna uogólnia się na wyższe wymiary, co znajduje zastosowanie w fizyce teoretycznej.
Od ogłoszenia przez matematyka niemieckiego Felixa Kleina programu erlangeńskiego zaczęła się rozwijać geometria afiniczna.

### Późniejsze kierunki

Płaszczyzna Fana – przykład skończonej przestrzeni rzutowej; każdą z siedmiu prostych zaznaczono innym kolorem

Za pewnego rodzaju uogólnienie geometrii można uważać topologię. Coraz większego znaczenia zaczęła nabierać geometria algebraiczna. Geometria nie jest jednolitym działem; składa się z wielu różnorodnych dziedzin, w których specjaliści stosują odmienne metody.
Relatywnie nowym działem geometrii są „geometrie skończone”, w których liczba punktów na prostej jest skończona. Najważniejsze przykłady skończonych geometrii afinicznych i rzutowych otrzymuje się korzystając z istnienia ciał skończonych Galois. Inne tego typu geometrie skończone nazywa się egzotycznymi. W ramach klasycznej geometrii wyodrębniła się też geometria zbiorów wypukłych oraz – często uważana za ogólniejszą – geometria kombinatoryczna, zajmująca się na przykład ekonomicznym pokryciem płaszczyzny lub ogólniej n-wymiarowej przestrzeni euklidesowej (kartezjańskiej) przez równoległe przesunięcia danego zbioru ograniczonego, wypukłego, domkniętego, o niepustym wnętrzu.

## Wpływ poza matematykę

### Fizyka z astronomią

Stożek świetlny – podstawa formalizmu teorii względności

Od starożytności rozwijane są optyka geometryczna i badania trajektorii ciał, w tym mechanika nieba. W tych dziedzinach odkrywano nieoczekiwane zastosowania dla geometrii, np. występowanie figur opisanych dużo wcześniej na potrzeby czysto matematyczne. Przykładowo:
- w XVII wieku Johannes Kepler zaobserwował, że elipsa badana przez Apoloniusza z Pergi jest dokładniejszym modelem orbity Marsa niż używane dotąd okręgi z epicyklami – będące podstawą zarówno teorii Ptolemeusza, jak i tej Kopernika[potrzebny przypis]. Wyjaśnienie eliptycznych orbit planet doprowadziło do sformułowania prawa powszechnego ciążenia przez Isaaca Newtona;
- w tym samym stuleciu postawiono też mechaniczne problemy tautochrony oraz brachistochrony; jak się okazało – oba rozwiązuje rozważana już wcześniej cykloida.

W XX wieku geometria znowu wpłynęła na podstawy mechaniki i grawitacji:
- kilka lat po ogłoszeniu szczególnej teorii względności przez Alberta Einsteina sformułowano ją w języku pseudoeuklidesowej czasoprzestrzeni Minkowskiego. Pozwoliło to Einsteinowi na stworzenie nowej teorii ciążenia – ogólnej teorii względności[1], opartej na szerszej klasie rozmaitości pseudoriemannowskich;

- geometria różniczkowa dostarczyła potem dalszych teorii pola, a także zmieniła perspektywę na wcześniejsze teorie, m.in. dzięki formalizmowi przestrzeni fazowych czy wiązek włóknistych(inne języki)[potrzebny przypis];

- wysunięto też hipotezy, że czasoprzestrzeń ma więcej niż cztery wymiary (teoria Kaluzy-Kleina, supergrawitacja, teoria strun); był to bodziec do rozwoju geometrii i topologii w takich obszarach.

Geometria przysłużyła się nie tylko fizyce fundamentalnej, ale i materii skondensowanej – parkietaż Penrose’a znalazł zastosowanie do opisu kwazikryształów. Istnieją całe czasopisma naukowe poświęcone związkom geometrii z fizyką.

### Inne dyscypliny

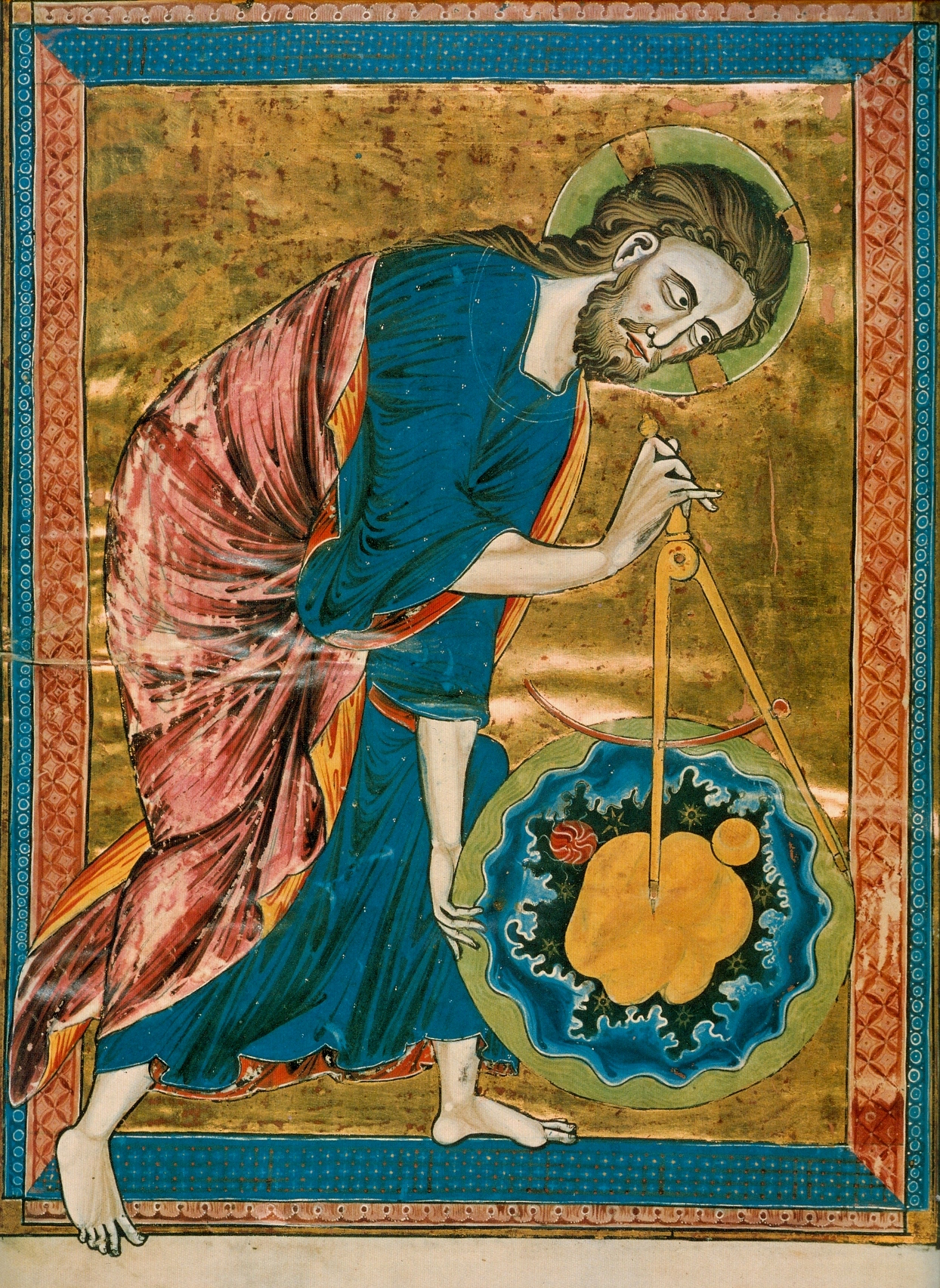
Jezus Chrystus jako geometra z cyrklem – malowidło z XIII wieku

Geometria algebraiczna, zwłaszcza krzywych eliptycznych, w XX wieku została użyta w kryptologii.
Pojęcia geometryczne i sama natura tej nauki to istotne elementy doktryn pitagorejskich i platońskich. Przykładowo Platon próbował powiązać klasyczne żywioły z bryłami platońskimi – istnienie pięciu takich figur miało być racją stojącą za:
- czterema klasycznymi substancjami Empedoklesa (ogień, powietrze, woda i ziemia);
- hipotetyczną kwitensencją tworzącą świat niebiański[potrzebny przypis].

Tradycyjnie geometrię zaliczano do siedmiu sztuk wyzwolonych, a konkretniej do czterech bardziej zaawansowanych (łac. quadrivium) – jako jednego z rozwinięć arytmetyki. Sposób wykładu geometrii przez Euklidesa był też inspiracją dla niektórych systemów filozoficznych jak ten Barucha Spinozy.
Niektóre koncepcje geometryczne bywają używane w sztuce, czasem jako jej główny temat. Klasycznym przykładem jest tu złoty podział, opisany złotą liczbą fi (φ) i powiązany ze „złotymi figurami” jak złoty trójkąt, trójkąt Keplera, złoty prostokąt, złota spirala itp. Od starożytności są one używane w architekturze (Partenon), typografii i innych sztukach plastycznych, a nawet muzyce. Motywy geometryczne pojawiają się też w klasyce malarstwa (Melancholia I Albrechta Dürera, Corpus Hypercubus Salvadora Dalego). Postępy w geometrii i topologii – np. opisanie płaszczyzny hiperbolicznej czy wstęgi Möbiusa – były też inspiracją dla wielu prac Mauritsa Cornelisa Eschera.

## Geometria w Polsce

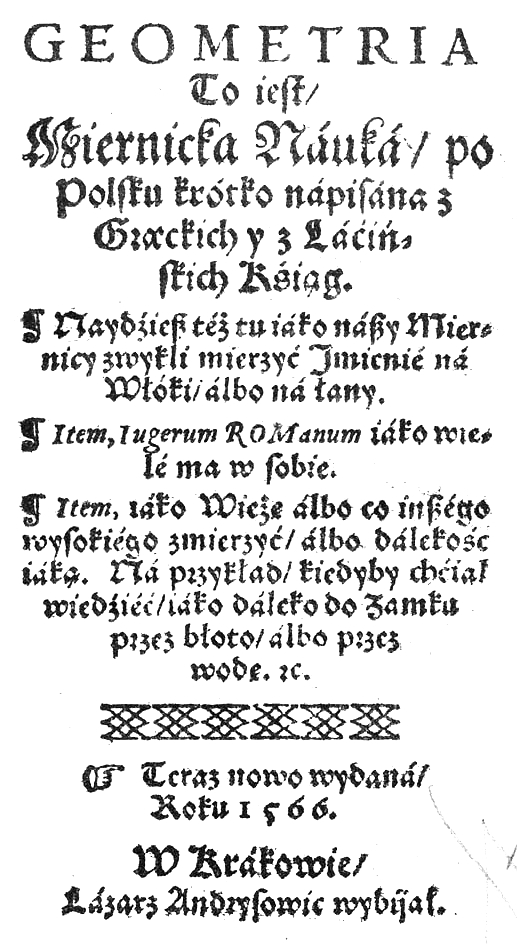
Pierwsza książka o geometrii wydana po polsku – Geometria to jest miernicka nauka Stanisława Grzepskiego (1566)

Od czasów nowożytnych Polscy uczeni mieli pewne osiągnięcia w geometrii; w tej epoce pojawiła się też polskojęzyczna literatura na ten temat:
- Mikołaj Kopernik na potrzeby astronomii udowodnił twierdzenie nazwane od jego nazwiska, związane z ruchem okręgów. Kopernik nie był jednak pierwszy – wcześniej opisywali je Proklos (V w.) i Nasir ad-Din Tusi (XIII w.).

- W 1566 roku wydano pierwszą książkę popularyzującą geometrię w języku polskim. Była to Geometria, To jest Miernicka Nauka, po Polsku krótko napisana z Greckich i z Łacińskich ksiąg autorstwa Stanisława Grzepskiego, opublikowana w Krakowie. Był to zarazem pierwszy w Polsce podręcznik geodezji oraz miernictwa[5].

- W XVII wieku Adam Adamandy Kochański podał przybliżoną metodę rektyfikacji okręgu, zwaną konstrukcją Kochańskiego. Opiera się ona na skonstruowaniu odpowiedniego pierwiastnika: liczby {\displaystyle {\sqrt {{\frac {40}{3}}-2{\sqrt {3}}}}=3{,}14153\dots \approx \pi }[6].

- Pewien wkład do geometrii fraktalnej miał Wacław Sierpiński. Upamiętniają go nazwy kilku figur jak dywan Sierpińskiego, trójkąt Sierpińskiego czy piramida Sierpińskiego.

- Na pograniczu stereometrii euklidesowej oraz teorii miary sformułowano paradoks Banacha-Tarskiego. Mówi on, że przy pewnych założeniach w teorii mnogości – jak często używany aksjomat wyboru – można „podwoić” kulę. Formalnie oznacza to podział na skończoną liczbę części, z których bez deformacji da się złożyć dwie nowe kule, w dodatku tej samej wielkości, co figura wyjściowa.

Oprócz tego:
- geometrią wykreślną zajmował się polski premier Kazimierz Bartel, który wykładał ją na Politechnice Lwowskiej;
- geometrię różniczkową badali m.in. Władysław Ślebodziński i Roman Sikorski;
- Michał Heller ze współpracownikami zastosował geometrię nieprzemienną do teorii względności, zwłaszcza do opisu osobliwości czasoprzestrzennych i do kwantowania grawitacji, w tym do kosmologii kwantowej[potrzebny przypis].

## Znaczący geometrzy
• Euklides (IV–III w. p.n.e.),

• René Descartes (XVII w.),

• Blaise Pascal (XVII w.),

• Leonhard Euler (XVIII w.),

• C.F. Gauss (XVIII–XIX w.),

• Nikołaj Łobaczewski (XIX w.),

• Bernhard Riemann (XIX w.),

• Benoît Mandelbrot (XX–XXI w.),

• Roger Penrose (XX–XXI w.),

- Tales z Miletu (VII–VI w. p.n.e.)
- Pitagoras z Samos (VI w. p.n.e.)
- Teajtet (IV w. p.n.e.)
- Euklides z Aleksandrii (IV–III w. p.n.e.)
- Apoloniusz z Pergi (III w. p.n.e.)
- Archimedes z Syrakuz (III w. p.n.e.)
- Heron z Aleksandrii (I w.)
- Pappus z Aleksandrii (III–IV w.)
- René Descartes (1596–1650)
- Bonaventura Cavalieri (1598–1647)
- Gilles de Roberval (1602–1675)
- Vincenzo Viviani (1622–1703)
- Blaise Pascal (1623–1662)
- Leonhard Euler (1707–1783)
- Carl Friedrich Gauss (1777–1855)
- Nikołaj Łobaczewski (1792–1856)
- János Bolyai (1802–1860)
- Pierre Laurent Wantzel (1814–1848)
- Gabriel Lamé (1795–1870)
- Jean Frédéric Frenet (1816–1900)
- Bernhard Riemann (1826–1866)
- Elwin Bruno Christoffel (1829–1900)
- Eugenio Beltrami (1835–1900)
- Gregorio Ricci-Curbastro (1853–1925)
- Hermann Minkowski (1864–1909)
- Tullio Levi-Civita (1873–1941)
- Marcel Grossmann (1878–1936)
- Oswald Veblen (1880–1960)
- Kazimierz Bartel (1882–1941)
- Władysław Ślebodziński (1884–1972)
- Benoît Mandelbrot (1924–2010)
- Michael Atiyah (1929–2019)
- Roger Penrose (1931–)
- Michaił Gromow (1943–)
- William Thurston (1946–2012)
- Alain Connes (1947–)